# Serie A2 2002-2003 (calcio femminile)
La Serie A2 2002-2003 è stata la prima edizione della Serie A2, la seconda serie del campionato italiano femminile di calcio. Il campionato è stato vinto dalla Vallassinese, che è stata promossa in Serie A assieme alla Reggiana.

## Stagione

### Novità
Alla conferma delle iscrizioni delle società aventi diritto (due retrocesse dalla Serie A e dieci promosse dalla Serie B), il Gordige e l'Isernia Donna hanno rinunciato al campionato per iscriversi, rispettivamente, in Serie B e Serie C. Al loro posto la Divisione Calcio Femminile ha ammesso la Packcenter Imolese (perdente dello spareggio promozione) e la Vigor Senigallia, che avevano disputato il girone C della Serie B 2001-2002.

### Formula
Le 12 squadre partecipanti si affrontano in un girone all'italiana con partite di andata e ritorno per un totale di 22 giornate. Le prime due classificate sono promosse in Serie A. Non sono previste retrocessioni in Serie B dato l'ampliamento per la stagione successiva a 2 gironi.

## Squadre partecipanti
| Club                                      | Città                | Stagione 2001-2002    |
| ----------------------------------------- | -------------------- | --------------------- |
| Atletico Oristano C.F.                    | Oristano             | 14º posto in Serie A  |
| A.C.F. Elettrogesuele Sporting Casalnuovo | Casalnuovo di Napoli | 3º posto in Serie B/D |
| A.C.F. Gravina                            | Catania              | 13º posto in Serie A  |
| C.F.R. Mantova                            | Mantova              | 1º posto in Serie B/B |
| S.S. Olbia C.F.                           | Olbia                | 2º posto in Serie B/C |
| Packcenter A.C.F. Imolese                 | Imola                | 4º posto in Serie B/C |
| A.C.F. Palermo                            | Palermo              | 2º posto in Serie B/D |
| A.C. Reggiana Femminile                   | Reggio Emilia        | 3º posto in Serie B/C |
| F.C.F. Tradate Abbiate                    | Tradate              | 3º posto in Serie B/A |
| S.S. Vallassinese                         | Asso                 | 2º posto in Serie B/A |
| A.C.F. VeneziaJesolo                      | Jesolo               | 2º posto in Serie B/B |
| U.S. Vigor Senigallia C.F.                | Senigallia           | 5º posto in Serie B/C |

## Classifica finale
|  | Pos. | Squadra             | Pt | G  | V  | N  | P  | GF | GS | DR  |
|  | ---- | ------------------- | -- | -- | -- | -- | -- | -- | -- | --- |
|  | 1.   | Vallassinese        | 57 | 22 | 18 | 3  | 1  | 51 | 10 | +41 |
|  | 2.   | Reggiana            | 51 | 22 | 16 | 3  | 3  | 67 | 28 | +39 |
|  | 3.   | Gravina             | 42 | 22 | 13 | 3  | 6  | 58 | 40 | +18 |
|  | 4.   | Vigor Senigallia    | 33 | 22 | 9  | 6  | 7  | 39 | 30 | +9  |
|  | 5.   | Tradate Abbiate     | 32 | 22 | 7  | 11 | 14 | 37 | 23 | +14 |
|  | 6.   | VeneziaJesolo       | 31 | 22 | 9  | 4  | 9  | 38 | 33 | +5  |
|  | 7.   | Packcenter Imolese  | 29 | 22 | 9  | 2  | 11 | 45 | 42 | +3  |
|  | 7.   | Mantova             | 29 | 22 | 7  | 8  | 7  | 36 | 39 | -3  |
|  | 9.   | Atletico Oristano   | 23 | 22 | 6  | 5  | 11 | 30 | 42 | -12 |
|  | 10.  | Sporting Casalnuovo | 22 | 22 | 6  | 4  | 12 | 25 | 48 | -23 |
|  | 11.  | Olbia               | 12 | 22 | 2  | 6  | 14 | 19 | 60 | -41 |
|  | 12.  | Palermo (-1)        | 5  | 22 | 1  | 3  | 18 | 14 | 64 | -50 |

Legenda:
      Promosse in Serie A 2003-2004
Note:
Tre punti a vittoria, uno a pareggio, zero a sconfitta.
Il Palermo ha scontato 1 punto di penalizzazione per una rinuncia.
L'Elettrogesuele Sporting Casalnuovo non si è successivamente iscritto al campionato di Serie A2, interrompendo le attività.